# Andrew Dice Clay
Andrew Dice Clay, född Andrew Clay Silverstein 29 september 1957 i Brooklyn, New York, är en amerikansk ståuppkomiker och skådespelare.

## Roller i urval
- 1982 – M*A*S*H (TV-serie) (1 avsnitt)
- 1986 – Pretty in Pink
- 1986–1988 – Brottets väg (TV-serie) (19 avsnitt)
- 1990 – Ford Fairlane
- 1995 – Jury Duty (ej krediterad)
- 2001 – En sen kväll på McCool's
- 2002 – I Love the '80s (TV-serie) (10 avsnitt, cameoroll)
- 2011 – Entourage (TV-serie) (5 avsnitt, cameoroll)
- 2013 – Blue Jasmine
- 2018 – A Star Is Born
- 2022 – Pam & Tommy (TV-serie) (3 avsnitt)
- 2025 – The Pickup